# سنگ، کاغذ، قیچی (فیلم)
سنگ، کاغذ، قیچی فیلمی به کارگردانی و نویسندگی سعید سهیلی و تهیه‌کنندگی حمید اعتباریان محصول سال ۱۳۸۵ است که در تاریخ ۱۹ اردیبهشت ۱۳۸۶ بر روی پرده سینما رفت.

## خلاصه فیلم
این فیلم به داستان زندگی جوانی به نام جهانگیر می‌پردازد که بر اثر توطئه‌ای زندانی می‌شود. او پس از آزادی تصمیم به انتقام می‌گیرد و همراه با دوستش و نامزد او دست به گروگانگیری می‌زند و…

## بازیگران
- امین حیایی در نقش جهانگیر (جهان)
- شهرام حقیقت‌دوست در نقش محمدعلی
- اندیشه فولادوند در نقش مرضیه
- رامتین خداپناهی در نقش محسن
- نیلوفر خوش‌خلق در نقش رعنا
- قاسم زارع در نقش غفور
- اصغر نقی‌زاده در نقش عباس
- مهدی صباغی در نقش حاجی
- بهمن دان در نقش سرهنگ شایان
- ابراهیم بحرالعلومی در نقش سروقندی
- شیوا خسرومهر در نقش زن زورگیر
- جمشید هاشم‌پور در نقش مصطفی - سرهنگ

## جشنواره‌ها
فیلم سنگ، کاغذ، قیچی در بیست و پنجمین دوره جشنواره فیلم فجر حضور داشته است. همچنین این فیلم در بیست و ششمین دوره جشنواره فیلم فجر حضور داشت که توانست عنوان سیمرغ بلورین بهترین نمونه فیلم (آنونس) در بخش مسابقه مواد تبلیغاتی فیلم‌ها را کسب کند.
این فیلم در یازدهمین دوره جشن خانه سینما نیز حضور داشته است.